# Open Balkan
| Open Balkan                                | Open Balkan                                                 |
| ------------------------------------------ | ----------------------------------------------------------- |
| Mitgliedstaaten                            | - Albanien - Nordmazedonien - Serbien                       |
| Potentielle Mitgliedstaaten                | - Bosnien und Herzegowina - Montenegro - Kosovo             |
| Amtssprachen                               | - Albanisch - Mazedonisch - Serbisch                        |
| Gegründet                                  | 29. Juli 2021                                               |
| Rechtsform                                 | Staatsvertrag                                               |
| Fläche                                     | 142.822 km²                                                 |
| Einwohnerzahl                              | ca. 11,578 Millionen                                        |
| Bruttoinlandsprodukt                       | - ca. 80 Mrd. USD (Nominal) - BIP/Einw. (PPP): ca. 16.650 $ |
| Währung                                    | - Lek - Denar - Dinar                                       |
| MitgliedstaatenPotentielle Mitgliedstaaten |                                                             |

Open Balkan, deutsch Offener Balkan (albanisch Ballkan i Hapur; mazedonisch Отворен Балкан; serbisch-kyrillisch Отворени Балкан) ist eine Wirtschaftsgemeinschaft auf dem Westbalkan, die 2021 von den drei Staaten Albanien, Nordmazedonien und Serbien gegründet wurde. Ziele des Staatsvertrags sind, den Warenhandel zu erhöhen, die Zusammenarbeit zu vertiefen und die bilateralen Beziehungen unter den Teilnehmerstaaten zu verbessern. Ab 1. Januar 2023 hätten Grenzkontrollen zwischen den drei Ländern wegfallen sollen. Die Wirtschaftsgemeinschaft wird manchmal auch als „Mini-Schengen“ bezeichnet.

## Geschichte
Die Idee eines Wirtschaftsverbunds auf dem Balkan entstand schon Anfang der 1990er Jahre. Die Jugoslawienkriege verhinderten aber eine engere Zusammenarbeit.
2018 wurde die Idee wieder konkreter: Der albanische Ministerpräsident Edi Rama brachte das Projekt bei einer Konferenz in Berlin ins Gespräch. Er berief sich auf eine Idee des früheren albanischen Ministerpräsidenten Fatos Nano.
Die Pläne für den Wirtschaftsraum wurden am 10. Oktober 2019 in Novi Sad beschlossen. Es folgten zwei Meetings am 11. November 2019 in Ohrid und am 12. Dezember 2019 in Durrës. Die drei Staaten erklärten, bis Ende 2020 einen Binnenmarkt für zwölf Millionen Menschen schaffen zu wollen. Die Wirtschaftszone würde die politischen und wirtschaftlichen Beziehungen verbessern und die kulturellen Verbindungen zwischen den Ländern vertiefen. Sie soll den Handel ankurbeln, Studentenaustausch ermöglichen und die EU-Integration der Mitglieder erleichtern.

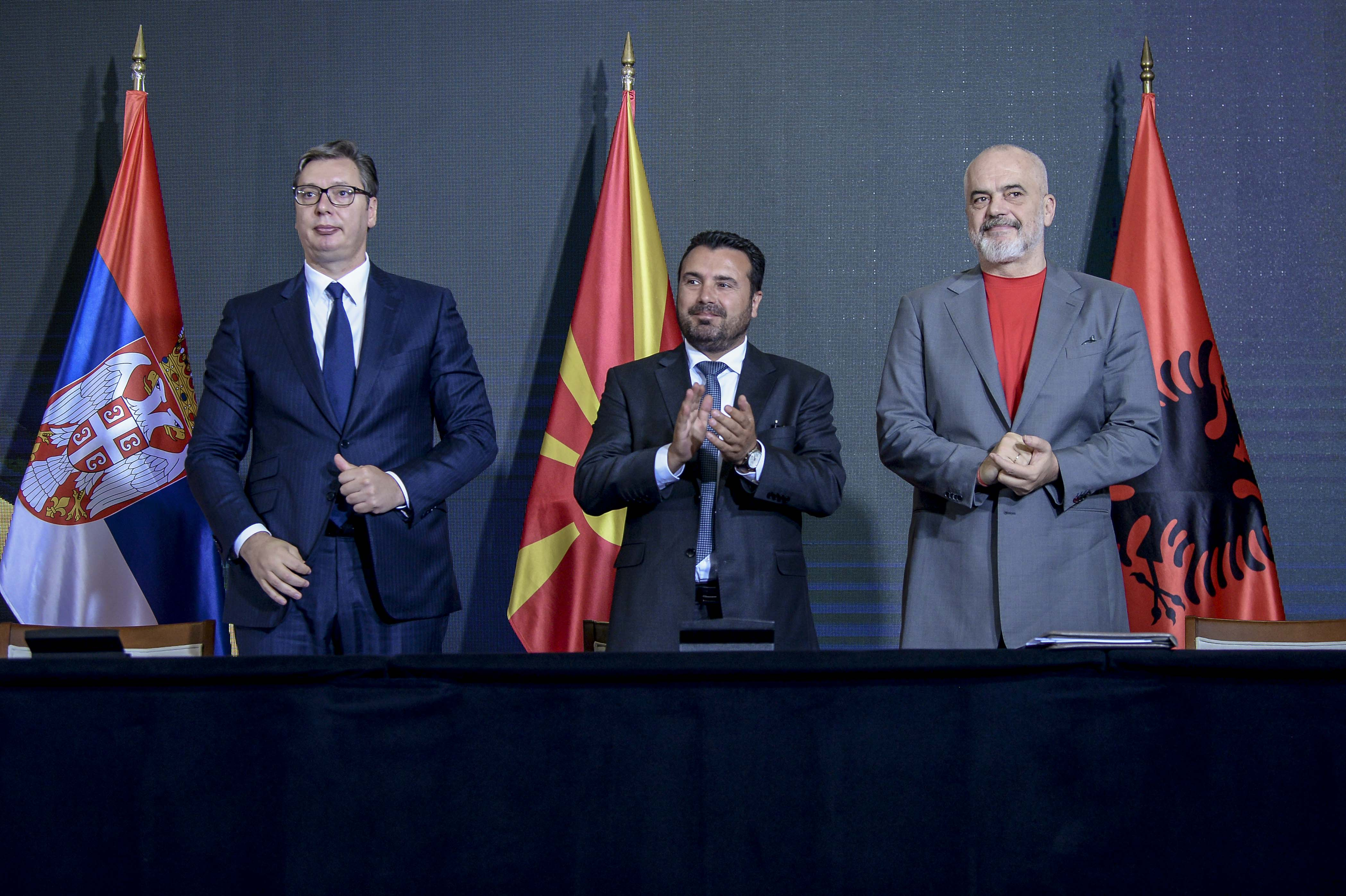
Vučić, Zaev und Rama (von links) am 29. Juli 2021 beim Economic Forum for Regional Cooperation in Skopje

Ein für Januar oder Februar 2020 in Belgrad geplantes Treffen musste wegen der COVID-19-Pandemie abgesagt werden. Bei einem Treffen in Skopje am 29. Juli 2021 wurde das Projekt weiter vorangetrieben. Edi Rama, Aleksandar Vučić und Zoran Zaev einigten sich auf den Namen „Offener Balkan“ und unterzeichneten drei Vereinbarungen zu freiem Verkehr von Waren und Dienstleistungen, zum Zugang zu den Arbeitsmärkten und zur Zusammenarbeit bei Naturkatastrophen. Ab Januar 2023 soll der Personenverkehr ohne Grenzkontrollen stattfinden.

## Potenzielle Mitglieder
Drei weitere mögliche Mitgliedstaaten sind Bosnien und Herzegowina, Montenegro und Kosovo.
Kosovo hatte sich am 4. September 2020 in Washington vertraglich verpflichtet, dem „Mini-Schengen“ beizutreten. Die neue Regierung von Albin Kurti in Pristina widersetzt sich aber dem Abkommen. Zudem ist die fehlende Anerkennung der Unabhängigkeit Kosovos durch Serbien ein weiteres Problem.
Der montenegrinische Präsident Milo Đukanović erklärte im Dezember 2019, dass man regionale Initiativen unterstützen und sich an den Gesprächen beteiligen würde. Die EU-Beitrittsverhandlungen scheinen aber Priorität zu haben, und die Skepsis gegenüber einer erneuten Annäherung an das große Serbien ist beträchtlich.
Montenegros Premierminister Dritan Abazović erklärte im Mai 2022, dass man einen Beitritt zu der Wirtschaftsgemeinschaft unterstütze. Er sagte: „Die Initiative Offener Balkan wurde für sechs Länder entwickelt. Nicht für fünfeinhalb oder dreieinhalb, sondern für sechs Länder. Jedes Mitglied vertritt sich und sein Land. Ich weiß nicht, wer gerne an der Grenze wartet, und ich spreche nicht nur über kosovarische Touristen, die nach Montenegro wollen, sondern auch über montenegrinische Bürger, die nach Serbien oder in andere Nachbarländer wollen.“
Auch Sarajevo zeigte sich lange zurückhaltend – mit außenpolitischem Fokus auf den EU-Beitritt. Erst bei einem Treffen verschiedener Außenminister der Region mit Angela Merkel Mitte September 2021 in Tirana soll Ministerpräsident Zoran Tegeltija erklärt haben, dass Bosnien und Herzegowina jetzt bereit sei, sich der Gemeinschaft anzuschließen.

## Wirtschaftsraum
|                | Einwohner (2023) | Bruttosozialprodukt (2020) | BIP/Einwohner (2020) |
| -------------- | ---------------- | -------------------------- | -------------------- |
| Albanien       | 2.402.113        | 14.80 Milliarden US$       | 5.215 US$            |
| Nordmazedonien | 1.836.713        | 12.27 Milliarden US$       | 6.680 US$            |
| Serbien        | 6.647.003        | 52.96 Milliarden US$       | 7.666 US$            |

Die Albaner stellen in Albanien rund 83 % der Bevölkerung, in Nordmazedonien rund 24 % und in Serbien nicht ganz 1 %. Die Serben in Nordmazedonien machen rund 2 % der Bevölkerung aus. In Albanien gibt es eine mazedonische und eine kleine serbische Minderheit.